# Golondrinas (película)
Golondrinas es una película de Argentina filmada en colores dirigida por Mariano Mouriño sobre su propio guion escrito en colaboración con Patricio Alvarado y Fernando Gallucci que se estrenó el 19 de noviembre de 2020 y que tuvo como actores principales a Germán Palacios, Melanie Nacul e Isaías Salvatierra.

## Sinopsis
Dos hermanos tucumanos son trabajadores golondrinas, o sea que van viajando haciendo tareas rurales allí donde los necesitan. Las condiciones de trabajo son penosas y cuando conocen durante una cosecha al dueño del campo, inician  una relación que los lleva a una ilusión ascenso social, pero, también, a emprender caminos diferentes.

## Declaraciones del director
El director del filme declaró que “Los trabajadores rurales están totalmente invisibilizados y esto es porque el poder económico de los terratenientes del campo está totalmente relacionado con el poder de los medios hegemónicos de comunicación, que suelen ser socios. Por eso es que en los medios no aparece nada con respecto a las condiciones laborales que tienen "los golondrinas". También los sindicalistas que deberían representarlos están aliados a los dueños de los medios de producción o son parte de ellos directamente.”

## Reparto
Colaboraron en la película los siguientes intérpretes:
- Germán Palacios
- Melanie Nacul…Ana
- Isaías Salvatierra…Juan
- Hernán Miranda ...	Galindez
- Sergio Prina…Fernando
- Roberto Cobian ...	Aníbal
- Ángel Collante ...	Omar
- María Laura Carhuavilca	...	Gladis
- Hugo Gallop	...	Mudo

## Comentario
Diego Batlle en La Nación opinó:

”dos hermanos tucumanos… viajan de cosecha en cosecha por distintas zonas del país….cuando … un porteño a cargo de una plantación de nogales, les empieza a abrir las puertas de la casa y les va mejorando su situación, surge la ilusión del ascenso social. Esa amabilidad inicial chocará contra las limitaciones propias de las diferencias de clase y las manipulaciones de quien en verdad ostenta el poder no tardarán en surgir. La ópera prima de Mariano Mouriño es modesta en sus ambiciones (de hecho, el relato sin contar los créditos finales dura menos de una hora), pero bastante eficaz en sus alcances y con una moraleja que evita el subrayado y el golpe de efecto. La tensión latente (con algunos breves estallidos de violencia) está bien construida, así como las crecientes contradicciones entre esos hermanos que en principio solo tienen al otro como compañía, aunque en algún momento deberán emprender rumbos propios. Una historia mínima, pero con una veta humanista que genera empatía e identificación.